# Знай наших!
«Знай наших!» — советский фильм 1985 года снятый на киностудии «Казахфильм» режиссёром Султан-Ахметом Ходжиковым.

## Сюжет
История дружбы прославленного казахского борца Хаджи Мукана и русского богатыря Ивана Поддубного, чемпионов мира по борьбе.
В 1904 году казахский силач Хаджи Мукан, с успехом выступавший на ярмарочных подмостках, будучи вдохновлён успехами Ивана Поддубного, решает попробовать силы на большой арене. Ему удаётся преодолеть многочисленные трудности и интриги конкурентов на пути к цели, и вскоре оба борца с триумфом выступая в Париже, занимают два первых места.

## Съёмки
Роль Хаджи Мукана в фильме исполнил Алеухан Бекбулатов, не являющийся профессиональным актёром, сельский тракторист из совхоза «Дружба» Чимкентской области, внешне очень похожий на легендарного силача. Роли соперников Хаджи Мукана исполнили профессиональные борцы: роль французского борца исполнил двукратный олимпийский чемпион Сослан Андиев, японского дзюдоиста — трёхкратный победитель первенства СССР Марат Азимбаев, а роль «дяди Вани», тренера, — двукратный бронзовый призёр чемпионатов СССР по классической борьбе Алексей Ванин.

## В ролях
- Алеухан Бекбулатов — Хаджи-Мукан Мунайтпасов
- Дмитрий Золотухин — Иван Поддубный
- Александр Фуфачев — Григорий Кащеев
- Сослан Андиев — Рауль ле Буше
- Фёдор Сухов — Максим Горький
- Аскольд Макаров — граф Рибопьер
- Елена Акифьева — Мария Думарова
- Георгий Мартиросьян — Фурбас
- Алексей Ванин — Лебедев, «дядя Ваня»
- Евгений Моргунов — генерал
- Наиль Юсупов - купец Масликов
- Жан Байжанбаев — кадет
- Гурген Тонунц — шталмейстер
- Елена Ионова — мадам ля Буше
- Александр Панкратов-Чёрный — Петька
- Гульнара Ералиева — Хадиша
- Марат Азимбаев — Сара Кики, дзюдоист из Японии
- Игорь Боголюбов — Смородин
- Лев Золотухин — главный арбитр
- Александр Пятков — арбитр
- Михаил Чигарёв - судья
- Григорий Дунаев - секретарь графа Рибопьера
- Надежда Матушкина - гувернантка
- Кененбай Кожабеков — эпизод